# 将門まつり
将門まつり（まさかどまつり）は、茨城県坂東市で毎年11月に行われる祭。
坂東市（旧岩井市）は、平安時代中期に平将門がその本拠地とし、その後、藤原秀郷、平貞盛らによって討たれ没した地であるとして、1972年（昭和47年）の市制施行を機に、平将門の姿を現代によみがえらせようと、毎年11月の第2日曜日に祭を開催している。当日は、国王神社（旧石井の営所付近）を出発した総勢100人の武者行列が市内を練り歩き、「神田明神将門太鼓」や「神田ばやし」等が披露される。

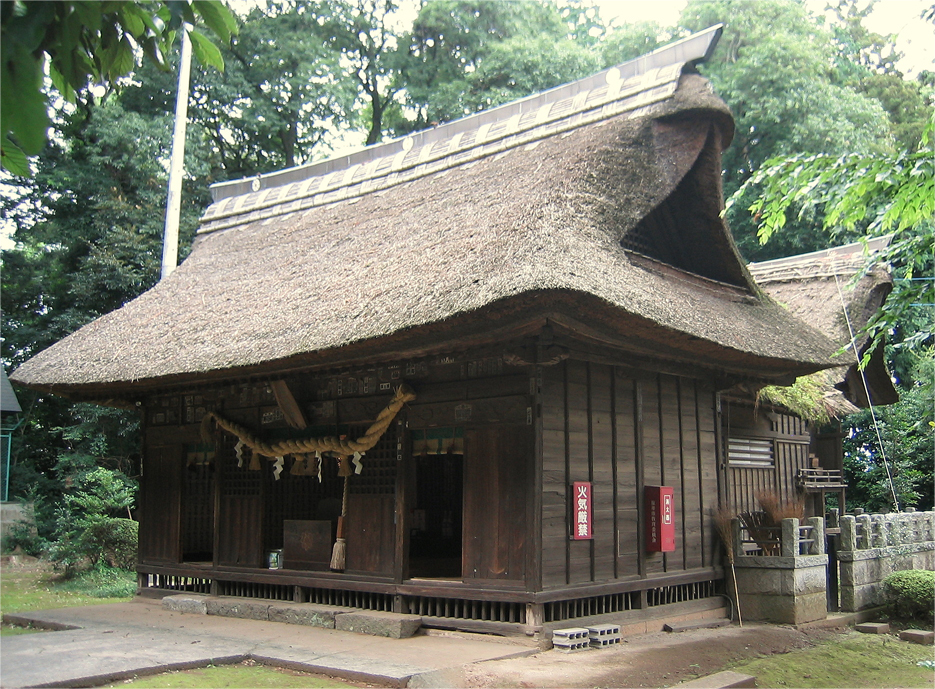
国王神社